# Abul (ópera)
Abul é uma ópera ou ação lendária em 3 atos do compositor brasileiro Alberto Nepomuceno com libreto do próprio compositor baseado na obra de Herbert Ward. A ópera estreou no dia 30 de junho de 1913 no Teatro Coliseo em Buenos Aires. No Brasil estreou em 10 de setembro de 1913 no Teatro Municipal do Rio de Janeiro.

## Personagens
| Terak (escultor de ídolos) | baixo         |
| Abul (seu filho)           | tenor         |
| Iskah (sacerdotisa)        | soprano       |
| Shinah (esposa de Terak)   | mezzo-soprano |
| Amrafel (rei de Ur)        | baixo         |
| uma mulher do povo         | soprano       |
| uma sacerdotisa            | contralto     |
| um escravo                 | tenor         |

## Resumo
A ação se passa na antiga cidade de Ur, na Caldeia.
Primeiro ato
É cedo de manhã e se vê a casa e oficina de Terak. Também vê-se um a estátua do ídolo Hurki. Terak e sua mulher Shinah aguardam ansiosos o retorno de Abul, filho de ambos, vindo de uma longa peregrinação. Abul é recebido calorosamente, mas quando o pai lhe induz a adoração do ídolo, Abul nega-se. Terak adverte o filho que o rei Amrafel pune com sentença de morte todo aquele que se nega a adorar o deus Hurki. Shinah informa ao filho que, naquele dia, Iskah, a nova sacerdotisa, sacrificará uma criança inocente. Abul, ao ouvir o nome da nova sacerdotisa, lembra-se da menina pura que agora está a ponto de cometer um crime cruel. O pai, endurecido com a as acusações de Abul, expulsa-o de casa.
Segundo ato
Em um jardim, ouve-se o canto das sacerdotisas que entram seguindo Iskah; esta se mostra aflita por ter de realizar o sacrifício que abomina. Em algum momento ela lembra-se de Abul, ele entra em cena e juntos cantam um dueto que fala de sua repugnância por Hurki. Iskah fica fascinada por sua intensidade de palavras, mas continua com o culto e não quer quebrar os votos sagrados. Aproxima-se a hora do sacrifício e a sacerdotisa segue para o templo, onde está a estátua de Hurki esculpida por Terak.
Terceiro ato
Em seu acampamento, Abul é saudado por seus seguidores como um ícone de santidade, quando se ouve o clamor de um grupo de mulheres, pois um soldado do rei raptou uma criança para um novo sacrifício ao deus Hurki. Os companheiros de Abul cercam o soldado, querendo fazer justiça, mas são impedidos por Abul que pede a libertação do soldado e permite que ele leve a criança. Todos estranham a decisão de Abul, que conforta a mãe da criança afirmando que o céu protegerá a criança.
A última cena leva-nos ao templo de Hurki, onde acontece o culto de sacrifício com danças e súplicas. Chega o momento do sacrifício. Quando Iskah está para começar o terrível ato, Abul e seus companheiros invadem o templo e impedem o ato cruel, e Iskah fica maravilhada pela atitude dele. O rei e sua guarda fogem. A ópera termina com Iskah nos braços de Abul e todos, inclusive os sacerdotes, cantando em coro a glória de Abul.

## Gravações
Por uma série de motivos possíveis e reais como falta de interesse das autoridades musicais brasileiras, falta de partituras editadas ou preconceito contra óperas em português, esta ópera ainda não foi gravada.

## Récitas
- 1ª- 30/06/1913, Teatro Coliseo, Buenos Aires, com Maria Farneti, Elvira Casazza, José Palet e Mario Stabile.
- 2ª- Rosário
- 3ªMontevidéu
- 10/09/1913, Teatro Municipal do Rio de Janeiro, Rio de Janeiro
- 09/10/1913, Teatro Municipal de São Paulo, São Paulo
- 15/04/1915, Teatro Costanzi em Roma